# Ogmios

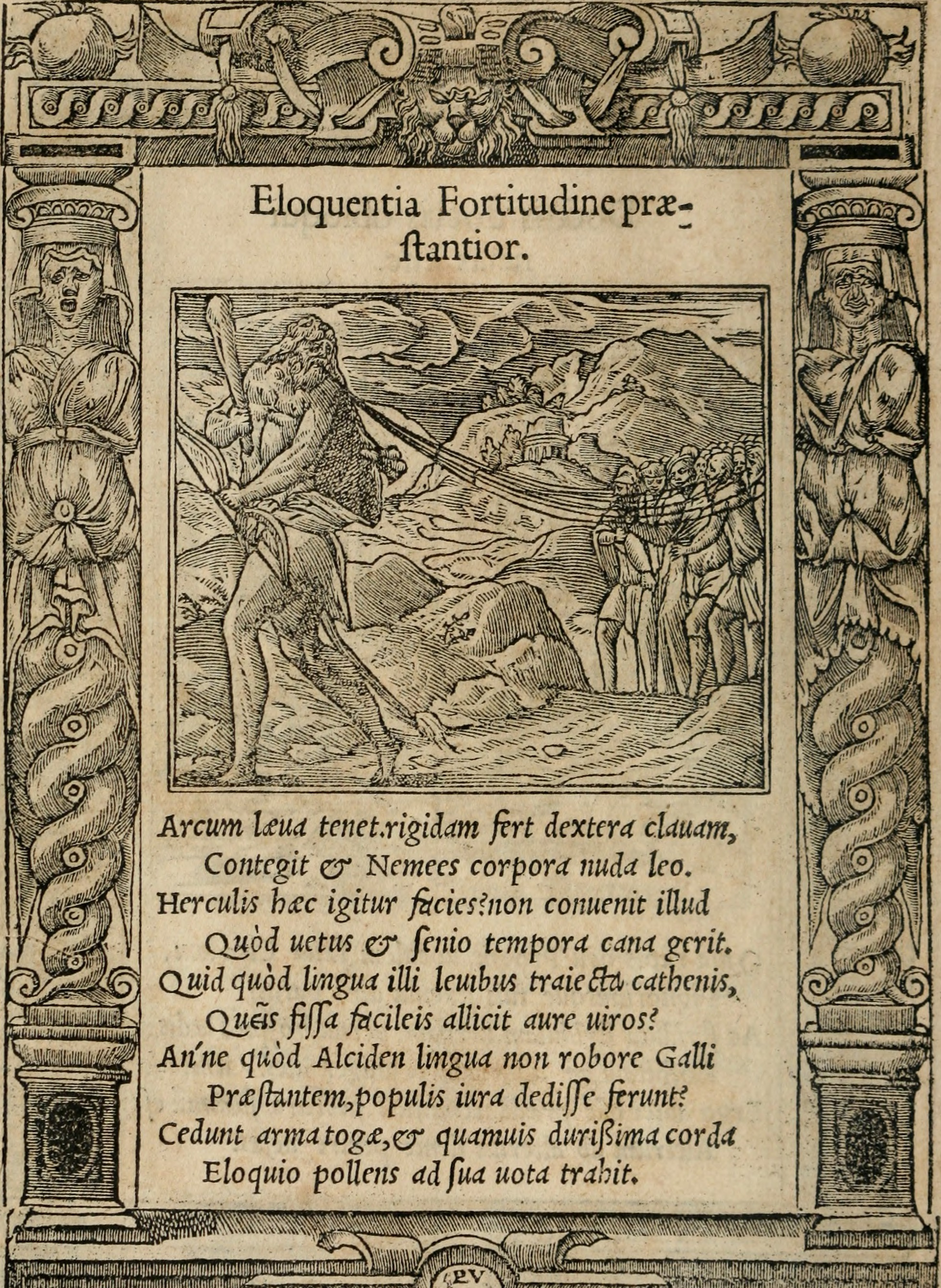
Uma representação renascentista do Ogmios de Luciano como um emblema de eloqüência que supera a força

Ogmios (em grego clássico: Ὄγμιος) era uma divindade gaulesa que Luciano descreve como um homem calvo com um arco e uma clava liderando um bando de homens aparentemente felizes ostentando correntes presas na língua e nas orelhas. Alguns estudiosos encaram isto como uma metáfora para eloqüência, possivelmente relacionadas à práticas dos bardos. Luciano recorda que os gauleses o associavam à Hércules, mas sua aparição em duas tabuinhas encontradas na Áustria sugere que também era associado à Hermes na tradição céltica oriental.
Provavelmente, também está relacionado ao deus Ogma da mitologia irlandesa, e é um dos mais próximos paralelos gauleses do irmão de Ogma, Dagda.